# Ahmetbey, Lüleburgaz
Ahmetbey là một thị trấn thuộc huyện Lüleburgaz, tỉnh Kırklareli, Thổ Nhĩ Kỳ. Dân số thời điểm năm 2011 là 4.212 người.